# Tomomi Abe
Tomomi Abe (阿部 共実; prefettura di Hyōgo, ...) è una fumettista giapponese.

## Carriera
Nel maggio del 2005 il suo nome compare sulla rivista "Weekly Shōnen Jump" fra le future promesse del premio per esordienti Jump Jūni Ketsu Shinjin (l'opera con cui ha partecipato è sconosciuta).
Nel 2009, vince il Fresh Manga Award con l'opera "COZ! 〜Cross Over Zan〜" pubblicata su "Weekly Shōnen Champion". Nello stesso anno, vince anche una menzione speciale al 73º concorso per esordienti della medesima rivista, con l'opera "Koi suru Satsujinki".
L'anno seguente, il 2010, segna un punto di svolta nella sua carriera, in quanto pubblica quella che viene considerata la sua opera di debutto: "Hakai Shōkōgun", con la quale vince il 74º concorso per esordienti di "Weekly Shōnen Champion".
Nel novembre dello stesso anno inizia la serializzazione settimanale di "Dragon Swallow" su una piattaforma online di Akita Shoten. La serie proseguirà poi con alcuni capitoli extra, pubblicati sulla rivista "Bessatsu Shōnen Champion".
Nel 2011 pubblica qualche capitolo dell'opera episodica "Sora ga Haiiro dakara, Te wo Hanasou", che verrà poi trasformata in una serializzazione vera e propria, dal nome "Sora ga Haiiro dakara". Durante la pubblicazione di quest'ultima serie, si dedicherà anche a "Black Galaxy 6".
Nel 2013 pubblica "Chii-chan wa Chotto Tarinai", opera che permette a Tomomi Abe di aggiudicarsi il New Face Award alla 18ª edizione del Japan Media Arts Festival, e che conquista anche il 1º posto della classifica femminile del "Kono Manga ga Sugoi!" del 2015.
Nel 2017 inizia la serializzazione di "Getsuyōbi no Tomodachi", opera che verrà poi pubblicata in due volumi e che beneficerà di una grande campagna promozionale. Per esempio, la raccomandazione scritta nella fascetta promozionale che avvolge i volumi è stata affidata al famoso Shigesato Itoi (autore, tra le altre cose, del videogioco EarthBound).
Inoltre, un anno dopo, grazie a questa serie, l'autrice riesce a collaborare con il gruppo musicale amazarashi, di cui è fan. La proposta trova il favore del vocalist Hiromu Akita, anche lui fan dei manga di Abe, che decide pertanto di realizzare una nuova canzone dal titolo "Getsuyōbi", e di affidarle le illustrazioni della copertina e del video musicale.
L'opera arriva al 16º posto della classifica "Kono Manga ga Sugoi!" del 2019, a pari merito con altre serie. Nel 2021, il manga è stato pubblicato anche in Francia dalla casa editrice Akata, con il titolo En attendant lundi, segnando così il debutto dell'autrice al di fuori del Giappone.

## Opere

### Serializzazioni
- Dragon Swallow (2010 - 2011) - serializzato su "Nikkan! Urayasu Tekkin Kazoku THE WEB";
- Sora ga Haiiro dakara (2011 - 2013) - serializzato su "Weekly Shōnen Champion";
- Black Galaxy 6 (2012 - 2013) - serializzato su "Bessatsu Shōnen Champion" (alcuni capitoli extra sono stati pubblicati su "Weekly Shōnen Champion");
- Chii-chan wa Chotto Tarinai (2013 - 2014) - serializzato su "Elegance Eve".
- Shinitaku Naru Shōmonai Hibi ga Shinitaku Naru Kurai Shōmonakute Shinu Hodo Shinitakunai Hibi (2013 - 2016) - serializzato su "Champion Tap!" (alcuni capitoli extra sono stati pubblicati su "Weekly Shōnen Champion");
- Omoide wo Makkuro ni Moyashite (2014) - serializzato su "Elegance Eve";
- Getsuyōbi no Tomodachi (2017 - 2018) - serializzato su "Big Comic Spirits".
- Shio ga Mai Ko ga Mai (2019 - in corso) - serializzato contemporaneamente su "Bessatsu Shōnen Champion" e online su "Manga Cross".

### One-shot
- Hakai Shōkōgun (2010) - pubblicato su "Weekly Shōnen Champion";
- Boku no Yūutsu (2013) - pubblicato su "Big Comic Spirits";
- Onaji Class no Suzuki-kun no Neko no Ningyō (2014) - pubblicato su "Weekly Shōnen Champion";
- Oretachi ni Ai wo Kure (2014) - pubblicato su "Bessatsu Shōnen Champion";
- Dōse Yūrei wa Boku dake wo Koroshite kurenai (2014) - pubblicato su "Comic Motto!";
- Nakushita Boku no Kokoro wa Doko ni Aru no ka (2015) - pubblicato su "Weekly Young Magazine";
- Otona mo Kodomo mo Onee-san mo Porky mo (2020) - capitolo facente parte del volume "Pollyanna - "Mother" Official Comic"[6], una raccolta di storie di vari autori nata per omaggiare la serie di videogiochi Earthbound.

## Volumi pubblicati
- Sora ga Haiiro dakara (5 volumi);
- Daisuki ga Mushi wa Tadashi-kun no - Abe Tomomi Sakuhinshū (volume unico che raccoglie alcune storie brevi dell'autrice);
- Chii-chan wa Chotto Tarinai (volume unico);
- Black Galaxy 6 (volume unico);
- Shinitaku Naru Shōmonai Hibi ga Shinitaku Naru Kurai Shōmonakute Shinu Hodo Shinitakunai Hibi (2 volumi);
- Getsuyōbi no Tomodachi (2 volumi).
- Shio ga Mai Ko ga Mai (8 volumi, in corso).